# William Phillips (économiste)
Pour les articles homonymes, voir William Phillips et Phillips.
Alban William Phillips (18 novembre 1914 - 4 mars 1975) fut un influent économiste néo-zélandais au milieu du XXe siècle. Phillips a passé la majeure partie de sa carrière d'universitaire à la London School of Economics (LSE). Sa contribution la plus connue est la courbe de Phillips, qu'il a décrite pour la première fois en 1958. Il a également conçu et a construit MONIAC, l'ordinateur hydraulique de sciences économiques en 1949.

## Biographie
William Phillips était le fils d'un éleveur laitier en Nouvelle-Zélande. Il a quitté le pays avant de finir l'école pour aller travailler en Australie : il fut notamment chasseur de crocodile et directeur de cinéma. En 1937, Phillips partit travailler en Chine, qu'il dut fuir au moment de l'invasion japonaise de 1937. Il s'échappa par la Russie, qu'il traversa au moyen du Transsibérien, pour finalement parvenir en Grande-Bretagne en 1938, où il étudia l'électrotechnique.
Au commencement de la Seconde Guerre mondiale, il s'engagea dans la Royal Air Force et fut envoyé à Singapour. À la chute de la ville, il gagna Java par un transport de troupes. Quand l'île tomba à son tour, Phillips fut capturé par les Japonais et resta prisonnier trois ans et demi dans un camp de prisonniers de guerre en Indonésie. Pendant cette période, il apprit le chinois auprès des autres prisonniers, répara et miniaturisa secrètement un poste de radio et fabriqua une bouilloire pour le thé, qu'il dissimulait dans le système d'éclairage de camp. En 1946, il fut fait membre de l'ordre de l'Empire britannique (MBE) pour son service à la guerre. De retour à Londres, fasciné par la capacité des prisonniers de guerre à s'organiser, il commença à étudier la sociologie à la London School of Economics. Mais ceci l'ennuya rapidement, et, s'intéressant à la théorie keynésienne, il changea de cours pour les sciences économiques.

### Carrière en science économique
C'est durant ses études au LSE qu'il développa un ordinateur analogique hydraulique destiné à modéliser le fonctionnement de l'économie britannique. Cet ordinateur était appelé ordinateur automatique de revenu monétaire national MONIAC, ce qui était probablement une réminiscence de l'ordinateur américain ENIAC. L'écoulement de l'eau à travers ses réservoirs et ses tuyaux simulait avec justesse les flux monétaires dans l'économie. La capacité du MONIAC à modéliser l'interaction subtile de paramètres économiques tels que les taux d'imposition et les taux d'intérêt créditeurs en faisait un outil puissant pour son temps. Phillips le présenta aux principaux économistes de la LSE en 1949. Le MONIAC fut très apprécié et Phillips obtint bientôt un poste d'enseignement à la LSE. Il fut conférencier auxiliaire en 1951, puis professeur à partir de 1958.
Son travail se concentra sur les données britanniques. Il observa que pendant les années où le taux de chômage était élevé, les salaires demeuraient stables, ou en baisse. Réciproquement, quand le taux de chômage était bas, les salaires augmentaient rapidement. Ceci avait été noté plus tôt par Irving Fisher, mais en 1958, Phillips publia son propre travail sur cette corrélation entre l'inflation et le chômage, illustré par la courbe de Phillips. Cette publication, qui montrait l'impossibilité de concilier économie de plein-emploi et faible inflation, attira l'attention des économistes et des universitaires. Paul Samuelson et Robert Solow ont écrit un article influent décrivant les possibilités suggérées par la courbe de Phillips dans le contexte des États-Unis.
La courbe de Phillips a depuis été modifiée, mais elle demeure un dispositif important de l'analyse macroéconomique des fluctuations économiques. S'il avait vécu plus longtemps, les contributions de Phillips auraient pu lui valoir un « prix Nobel » d'économie[réf. nécessaire].
Phillips a apporté plusieurs autres contributions notables à la science économique, en particulier concernant les politiques de stabilisation. Son approche originale des sciences économiques venait de sa formation proche de celle d'un ingénieur (évidente par exemple dans sa représentation d'une économie complète avec son ordinateur hydraulique).
Il retourna en Australie en 1967 pour occuper un poste à l'Université nationale australienne, qui lui permit de consacrer la moitié de son temps à des études de chinois. À partir de 1969, les effets de ses privations pendant la guerre et du tabagisme le rattrapèrent : une attaque l'obligea à prendre une retraite anticipée. Il revint en Nouvelle-Zélande, à Auckland, où il mourut en mars 1975.

## Crédit d'auteurs
- (en) Cet article est partiellement ou en totalité issu de l’article de Wikipédia en anglais intitulé « William Phillips (economist) » (voir la liste des auteurs).